# Aquidauana
Aquidauana es un municipio brasileño perteneciente al estado de Mato Grosso del Sur. 
Situado a 149 m s. n. m., su población es de 47.699, la superficie es de 16.958 km².

## Lugares
- Estación de Aquidauana

- Datos: Q1792157
- Multimedia: Aquidauana / Q1792157

1. ↑  Worldpostalcodes.org,código postal n.º 79200-000.